# قرار مجلس الأمن التابع للأمم المتحدة رقم 1226
قرار مجلس الأمن التابع للأمم المتحدة رقم 1226، المتخذ بالإجماع في 29 كانون الثاني / يناير 1999، بعد إعادة التأكيد على القرار 1177 (1998) بشأن الحالة بين إريتريا وإثيوبيا، حث المجلس إريتريا بشدة على قبول اتفاق اقترحته منظمة الوحدة الأفريقية لحل الصراع بين البلدين.
وأعرب مجلس الأمن عن قلقه إزاء مخاطر نشوب نزاع مسلح وحشد أسلحة على طول الحدود بين إريتريا وإثيوبيا. وأشار إلى أن مثل هذا الصراع سيكون له تأثير مدمر على سكان كلا البلدين والمنطقة ككل. إن جهود إعادة التأهيل والتعمير التي بذلها البلدان على مدى السنوات الثماني الماضية ستتعرض للخطر بسبب الصراع المسلح. وفي غضون ذلك، تم الترحيب بالجهود التي تبذلها بعض الدول والهيئات الإقليمية لإيجاد حل للنزاع.
وأيد القرار جهود الوساطة التي تبذلها منظمة الوحدة الأفريقية وقرار الأمين العام كوفي عنان إرسال مبعوث خاص لدعم مبادرات منظمة الوحدة الأفريقية. وشدد على أهمية الاتفاق الإطاري لمنظمة الوحدة الأفريقية ورحب بقبول إثيوبيا. وقد طلبت إريتريا مزيدا من الإيضاحات واستجابت منظمة الوحدة الأفريقية، مما دفع المجلس إلى حث إريتريا على قبول الاتفاق.
ودُعي الطرفان إلى تخفيف حدة التوتر من خلال اتخاذ تدابير تؤدي إلى استعادة الثقة بين الجانبين وتحسين الوضع الإنساني واحترام حقوق الإنسان. وأخيرا، تم حث البلدين على السعي للتوصل إلى حل سلمي ، وممارسة ضبط النفس والامتناع عن القيام بعمل عسكري.
قبلت إثيوبيا بنود القرار 1226، الذي رفضته إريتريا. ودافعت الأخيرة عن حقها في التماس توضيحات واتهمت قرار مجلس الأمن بأنه «غير متوازن» لأنه لم يشر إلى انتهاكات حقوق الإنسان التي يُزعم أن إثيوبيا ارتكبتها.

## روابط خارجية
- نص القرار في undocs.org